# Nanda Ziegler
Nanda Ziegler (tên khai sinh Joelma Fernanda Gomes da Silva vào ngày 20 tháng 7 năm 1981)  là một nữ diễn viên, nhà sản xuất và người mẫu thời trang người Brazil. Cô đã xuất hiện trong một số bộ phim truyền hình và phim ảnh của Brazil, nổi bật nhất là vai diễn Naamá năm 2014 trong loạt phim Brazil nổi tiếng Jose do Egito (phim truyền hình)  và vai diễn Bianca Fischer năm 2008 trong bộ ba phim nổi tiếng Caminhos Coração, The Mutants: Con đường của trái tim, Mutantes: Promessas de Amor.

## Tuổi thơ
Nanda Ziegler sinh ra ở Juiz de Fora, một thành phố ở Minas Gerais, Brazil. Cô tiếp xúc với thế giới diễn xuất đến từ rất sớm khi cô yêu thích nghệ thuật diễn giải trong khi đọc các vở kịch ở trường. Khi còn là thiếu niên, Nanda bắt đầu nghiêm túc theo đuổi các vai diễn trong truyền hình và phim ảnh. Ngày nay, Nanda tiếp tục xây dựng một sự nghiệp khá linh hoạt trong các lĩnh vực phim ảnh, truyền hình và trên sân khấu. Cô là con út trong bốn cô con gái của Maria Aparecida Selma và Carlos Alberto Gomes. Nữ diễn viên đã nhận họ Ziegler từ bà nội của cô. Nanda kết hôn với Alexandre Avancini. Hai người có một cậu con trai tên Enrico. Nanda thông thạo tiếng Bồ Đào Nha, Tây Ban Nha và tiếng Anh.

## Sự nghiệp
Nanda Ziegler ra mắt với các nhân vật thành công rực rỡ trong các vở kịch xà phòng Brazil. Năm 2005 ra mắt trong "Prova de Amor", nơi cô đóng vai cô gái điếm Gigi. Cuốn tiểu thuyết này đã thúc đẩy khán giả kênh Rede Record. Năm 2007 đã nổi bật với phóng viên Latífe, thuộc Trung tâm báo chí điều tra "Vidas Opostas". Hầu hết các cảnh được quay ở Tavares Bastos favela (khu ổ chuột). Cũng trong năm 2007, cô được mời đóng vai ma cà rồng với vai Bianca Fischer trong bộ ba phim: Caminhos do Coração, The Mutants: Pathways of the Heart, "Mutantes: Promessas de Amor" Do thành công lớn mà bộ ba kéo dài từ năm 2007 đến 2009. Năm 2011, Nanda Ziegler đã sống như Helena, nhân vật phản diện trong "Rebelde (telenovela brasileira)", được sản xuất bởi kênh Rede Record dọc theo kênh Bucko Televisa. Năm 2012, Nanda đã sản xuất và viết bộ phim ngắn "Passagem do Tempo", với những cảnh được quay ở Los Angeles, CA. Năm 2013, Nanda yêu thích nhân vật Naamá, trong câu chuyện trong kinh thánh của "José do Egito (minissérie)". Tại Hoa Kỳ, miniseries được phát sóng bằng tiếng Tây Ban Nha trên kênh MundoFox. Các miniseries có cảnh quay ở sa mạc Atacama, Ai Cập, Israel và các xưởng phim của Rede Record. Năm 2013, Nanda đóng vai vũ nữ thoát y Xuxu, trong "Pecado Mortal". Đầu năm 2014, Nanda tham gia bộ phim truyện "O Tempo Feliz Que Passou" được viết và đạo diễn bởi André da Costa Pinto.